# テイタン
テイタンは東京都中央区に本部を置く日本国で最初の組織化された調査会社。旧社名は帝国秘密探偵社（ていこくひみつたんていしゃ）。初代社長は猪野三郎。社名の由来は、旧社名を略称した帝探をカナ変換したものである。

## 概要
1916年（大正5年）の創業。グループは全国23箇所に調査拠点を置き、アメリカ・イギリス・ドイツと言った欧米諸国での調査活動も行っている。1963年（昭和38年）には世界探偵協会（WAD）に加盟。

## 調査内容
所在調査、行方調査、素行調査、結婚調査、不倫調査、浮気調査、裁判資料・証拠・その他各種情報収集、損保・債権管理等に係わる実態調査サポート、行動・所在等の確認調査、新規取引、人事・採用・市場調査、盗聴・盗撮機発見調査、ストーカー対策、デジタルフォレンジック、ホワイトハッカー調査、その他調査全般。

## 類似する名前の企業
株式会社TDAが運営する帝国TDA興信所、帝国興信所、帝国探偵社とは関係していない。